# Pudding Norton
Pudding Norton is een civil parish in het bestuurlijke gebied North Norfolk, in het Engelse graafschap Norfolk met 252 inwoners.